# مجلس إقليم برقة
مجلس إقليم برقة هو تجمع سياسي في ليبيا بتوجهات فيدرالية تم الإعلان عنه في 6 مارس 2012 ، ترأسه أحمد الزبير الشريف السنوسي العضو في المجلس الانتقالي الليبي.
المجلس أعلن إقليم برقة التاريخي شرقي ليبيا (إقليم فيدرالي مستقل) وشكل حكومة ووزراء إلا أنه لم يشهد أي اعتراف به من قبل الأطراف الليبية المختلفة أو الحكومات الأجنبية.